# Mistrzostwa Polski w Judo 2015
Mistrzostwa Polski w Judo 2015 – 59. edycja mistrzostw, która odbyła się w Kielcach w dniach 24 – 25 kwietnia 2015 roku. 

## Medaliści

### Kobiety
| Kategoria:    | Złoto:                                | Srebro:                               | Brąz:                                                                               |
| do 48 kg      | Ewa Konieczny (Czarni Bytom)          | Kinga Kubicka (Flota Gdynia)          | Maja Rasińska (Gwardia Bielsko-Biała) Justyna Kojro (KJ Politechniki Białostockiej) |
| do 52 kg      | Karolina Pieńkowska (AZS UW Warszawa) | Agata Perenc (Polonia Rybnik)         | Martyna Martynowicz (Gwardia Opole) Dorota Smorzewska (Sensei Płock)                |
| do 57 kg      | Arleta Podolak (Czarni Bytom)         | Anna Borowska (Polonia Rybnik)        | Julia Kowalczyk (Polonia Rybnik) Beata Pepera (Judo Wolbrom)                        |
| do 63 kg      | Agata Ozdoba (AZS AWF Gdańsk)         | Karolina Tałach (Wybrzeże Gdańsk)     | Marta Kubań (Gwardia Warszawa) Aleksandra Langiewicz (AZS AWF Wrocław)              |
| do 70 kg      | Katarzyna Kłys (Polonia Rybnik)       | Barbara Białas (Czarni Bytom)         | Urszula Hofman (Juvenia Wrocław) Sandra Lickun (AZS UW Warszawa)                    |
| do 78 kg      | Daria Pogorzelec (Wybrzeże Gdańsk)    | Paula Kułaga (TDK Trzcianka)          | Katarzyna Szlendak (MKS Chełm) Aleksandra Grygiel (AZS WSPiA Poznań)                |
| powyżej 78 kg | Beata Pacut (Czarni Bytom)            | Katarzyna Furmanek (AZS AWFiS Gdańsk) | Anna Załęczna (Judo Toruń) Joanna Jaworska (AZS AWFiS Gdańsk)                       |

### Mężczyźni
| Kategoria:     | Złoto:                                 | Srebro:                               | Brąz:                                                                          |
| do 60 kg       | Marek Kręcielewski (Gwardia Warszawa)  | Grzegorz Wieczorek (Czarni Bytom)     | Bartłomiej Garbacik (AZS AWF Katowice) Adrian Wala (Polonia Rybnik)            |
| do 66 kg       | Michał Bartusik (Millennium Rzeszów)   | Patryk Wawrzyczek (AZS AWF Katowice)  | Łukasz Golus (Czarni Bytom) Jacek Brysz (AZS AWF Katowice)                     |
| do 73 kg       | Damian Szwarnowiecki (Gwardia Wrocław) | Stanisław Dąbrowski (AZS UW Warszawa) | Aleksander Kowalski (AZS Gliwice) Krzysztof Wiłkomirski (Musu Warszawa)        |
| do 81 kg       | Jakub Kubieniec (AZS AWF Katowice)     | Łukasz Błach (Śląsk Wrocław)          | Radosław Koszczyński (AZS AWF Warszawa) Maciej Tworzydło (Klub Judo AZS Opole) |
| do 90 kg       | Piotr Kuczera (Polonia Rybnik)         | Rafał Kozłowski (Gwardia Wrocław)     | Mikołaj Trześniewski (Gwardia Warszawa) Igor Dzierżanowski (AON Warszawa)      |
| do 100 kg      | Jakub Wójcik (AZS AWF Wrocław)         | Jakub Zarzeczny (Wybrzeże Gdańsk)     | Tomasz Domański (AZS AWFiS Gdańsk) Kacper Larem (Gwardia Warszawa)             |
| powyżej 100 kg | Maciej Sarnacki (Gwardia Olsztyn)      | Damian Nasiadko (Wybrzeże Gdańsk)     | Kamil Grabowski (Czarni Bytom) Tomasz Tałach (Wybrzeże Gdańsk)                 |